# Pompeianer
Pompeius ist der Name einer plebejischen Gens, der gens Pompeia, die eine bedeutende Rolle in der Geschichte der späten römischen Republik spielte. Die Frauen der Familie trugen den Namen Pompeia.
Wenn man heute Pompeius hört, meint man damit in der Regel Gnaeus Pompeius Magnus, den wichtigsten Vertreter der Familie, der mit Gaius Iulius Caesar und Marcus Licinius Crassus das Erste Triumvirat bildete.

## Geschichte
Die Pompeii waren ein plebejisches Geschlecht, das aus Picenum, nordöstlich von Rom, stammte und erst relativ spät in der römischen Politik in Erscheinung trat.

## Genealogie
- Quintus Pompeius, Konsul 141
  - Quintus Pompeius, Volkstribun um 130, Widersacher des Tiberius Gracchus
  - Sextus Pompeius, Münzmeister des Jahres 137 v. Chr.
- Sextus Pompeius, 118 v. Chr. Statthalter von Makedonien
  - Gnaeus Pompeius Strabo († 87 v. Chr.), Statthalter in Makedonien, Konsul 89 v. Chr.
    - Gnaeus Pompeius Magnus 106–48 v. Chr., Triumvir mit Iulius Caesar und Crassus
      - ⚭ Antistia – kinderlos
      - ⚭ Aemilia Scaura, Stieftochter des Sulla – kinderlos
      - ⚭ Mucia Tertia
        - Gnaeus Pompeius Magnus der Jüngere (um 78–45 v. Chr.)
        - Pompeia ⚭ Faustus Cornelius Sulla, ⚭? Lucius Cornelius Cinna
        - Sextus Pompeius Magnus Pius (um 68–35 v. Chr.), Feldherr, Gegner des zweiten Triumvirats
          - ⚭ Scribonia
            - Pompeia (* ~ 42 v. Chr.)

      - ⚭ Iulia (Tochter Caesars) († 54 v. Chr.) – kinderlos
      - ⚭ Cornelia Metella, verwitw. Gattin des Publius Licinius Crassus – kinderlos
      - sowie als Freigelassener:
        - Pompeius Lenaeus († nach 35 v. Chr.), Übersetzer
- Quintus Pompeius Rufus († 88 v. Chr.), Volkstribun 100 oder 99 v. Chr., Konsul 88 v. Chr.
  - Quintus Pompeius Rufus († 88 v. Chr.)
    - ⚭ Cornelia, Tochter des Lucius Cornelius Sulla
      - Quintus Pompeius Rufus (?), Münzmeister 59 v. Chr., Volkstribun 52 v. Chr.
      - Pompeia, zweite Ehefrau des Gaius Iulius Caesar
- Quintus Pompeius Rufus, Prätor 63 v. Chr., 59 v. Chr., Statthalter der Provinz Africa
- Sextus Pompeius, Konsul 35 v. Chr.;
- Gnaeus Pompeius, Suffektkonsul 31 v. Chr.
  - Gnaeus Pompeius, Augur
- Sextus Pompeius, Konsul 14 n. Chr.;
- Gaius Pompeius Longus Gallus, Konsul 49;
- Lucius Pompeius Vopiscus, Suffektkonsul von 69;
- Sextus Pompeius Collega, Konsul 93;
- Quintus Pompeius Falco († nach 140 n. Chr.), Suffektkonsul 108
  - ⚭ Sosia Pollia, der Tochter des zweifachen Konsuls Quintus Sosius Senecio
    - Quintus Pompeius Sosius Priscus (?), Quästor ?142, Prätor *147?, Konsul 149, Prokonsul der Provinz Asia ?163/164
      - Quintus Pompeius Senecio Sosius Priscus, Quästor ?162, Legat, Prätor ?167, Konsul 169; Prokonsul von Asia
        - ⚭ Ceionia Fabia
          - Quintus Pompeius Sosius Falco, Konsul 193
            - ⚭ Sulpicia Agrippina
              - Quintus Pompeius Falco Sosius Priscus, Quästor nach 211 unter Caracalla oder Elagabal
- Servius Cornelius Dolabella Metilianus Pompeius Marcellus, Sohn des Servius Cornelius Dolabella Petronianus Suffektkonsul 113;
- Marcus Pompeius Macrinus, Konsul 164;
- Pompeius Probus, Konsul 310;
- Sextus Pompeius Festus, Lexikograph des 2. Jahrhunderts n. Chr.

## Namensträger außerhalb des Geschlechts
- Der Geschichtsschreiber Gnaeus Pompeius Trogus des 1. Jahrhunderts n. Chr., sein Vater und sein Großvater gehörten nicht dem Geschlecht der Pompeianer an. Vielmehr hatte der Großvater den Namen Pompeius „angenommen“, weil er unter Pompeius Magnus im Krieg gegen Sertorius diente und durch Pompeius’ Einfluss das römische Bürgerrecht erlangte. Die Familie kam aus dem Gebiet der Vocontier in der Provinz Gallia Narbonensis, soll tatsächlich auch keltischen Ursprungs gewesen sein.[1]